# 과꽃 혁명
과꽃 혁명(헝가리어: Őszirózsás forradalom)은 제1차 세계 대전 이후 카로이 미하이 백작이 이끈 헝가리의 혁명이었다. 이로 인해 헝가리 제1공화국이 건국되었다.
혁명은 제1차 세계 대전이 진행되면서 광범위한 시위로 인해 발생했으며, 그로부터 카로이 미하이가 새로 선포된 헝가리 제1공화국의 지도자로 등장했다. 이것은 1918년 11월 16일부터 1919년 3월 21일까지 지속되었다. 많은 사람이 동원 해제된 군인이었던 카로이 미하이의 지지자들은 혁명의 상징으로 과꽃을 채택했다. 성공 후 헝가리는 독립을 선언했다. 그 결과 오스트리아-헝가리는 해체되었다.